# 13-й окремий стрілецький батальйон (Україна)
13-й окремий стрілецький батальйон (13 ОСБ) — українське військове формування військ територіальної оборони у складі оперативного командування «Північ».

## Структура
- управління (штаб) батальйону
- 3 стрілецькі роти
- рота вогневої підтримки
- розвідувальний взвод
- польовий вузол зв'язку
- інженерно-саперний взвод
- взвод матеріального забезпечення
- контрольно-технічний пункт
- медичний пункт
- клуб

- чисельність батальйону 492 особи

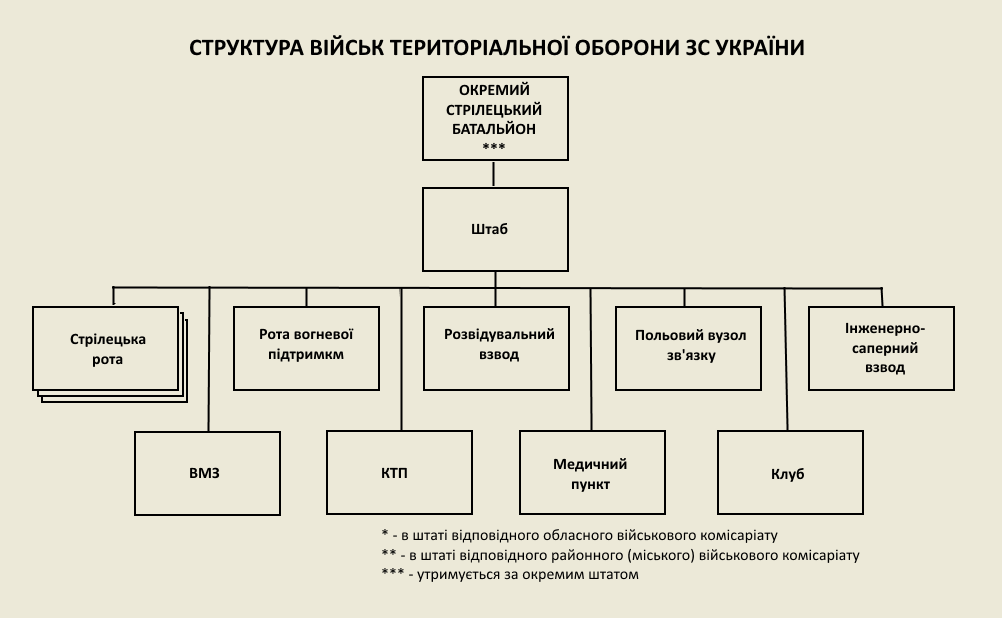
Структура стрілецького батальйону

- озброєння: ЗУ-23-2, 82-мм міномет 2Б9 «Волошка», РПГ-7, АК, ПМ
- техніка: автомобільна